# Télévision Togolaise
Télévision Togolaise, nota anche con l'acronimo TVT, è l'ente televisivo pubblico e l'unica rete televisiva pubblica del Togo. Trasmette dalla capitale Lomé in francese, ewe e kabiyè, che hanno lo status di lingue nazionali.

## Storia

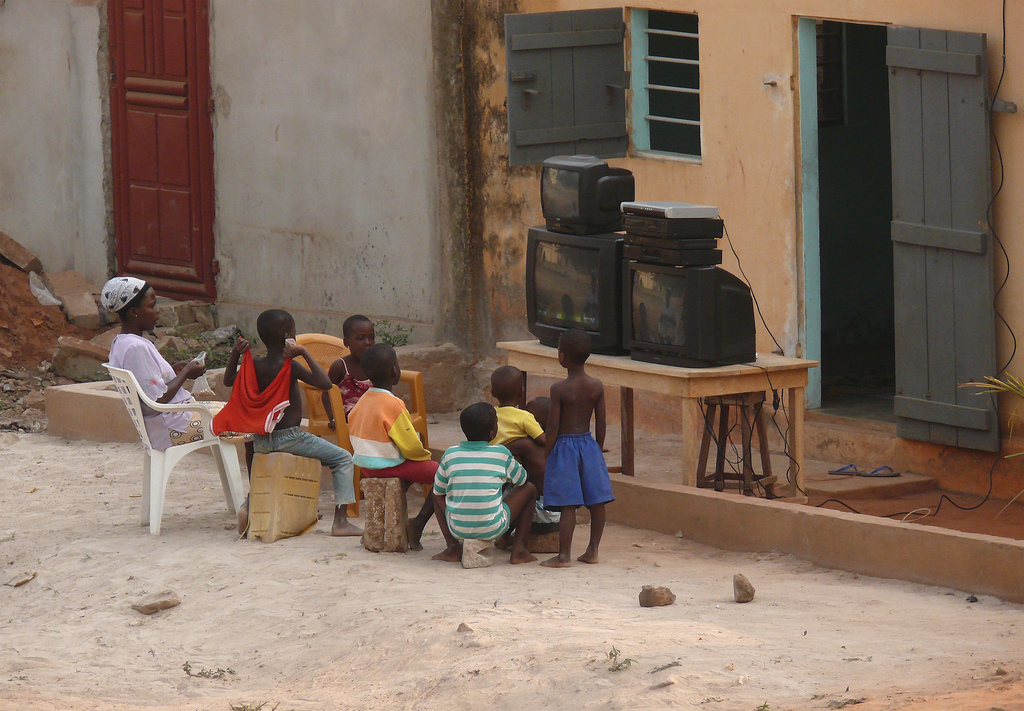
Bambini di Lomé guardano la Coppa delle nazioni africane 2010 alla televisione.

È nel 1969 che il governo togolese prese ufficialmente la decisione di dotare il Paese di un canale televisivo nazionale per promuovere l'informazione, l'istruzione e l'intrattenimento della popolazione. Ma fu necessario attendere il 31 luglio 1973 perché fossero inaugurati dal presidente Gnassingbé Eyadéma gli studi della Télévision Togolaise - battezzata ufficialmente "Radio-Télévision de la Nouvelle Marche" (RTNM) - e perché fossero trasmessi i primi programmi televisivi. Se in un primo tempo solo la regione di Lomé era coperta, la creazione, in anni successivi, di nuovi ripetitori a Agou, Dapaong, Badou e Atakpamé permise di estendere considerevolmente la zona di diffusione della televisione nazionale fino a raggiungere pressoché tutto il Paese.
Nel 1981 la Télévision Togolaise introdusse le trasmissioni a colori avvalendosi dello standard SÉCAM. Nel 1990 cambiò nome in "Télévision Togolaise" (TVT).
TVT è finanziata tramite sussidi governativi e pubblicità.
Dalla direzione dipendono dodici divisioni, che hanno compiti diversi, tra cui la formulazione del palinsesto settimanale, la produzione dei programmi, la loro messa in onda, e la realizzazione dei notiziari.
Nei primi anni di attività TVT aveva a disposizione uno staff di sole 60 persone, che sono andate incrementando fino a raggiungere le 300, delle quali una trentina circa di giornalisti. I giornalisti-reporter dovevano fare fronte a una grave mancanza di attrezzature, in particolar modo di telecamere professionali, ma dall'inizio del passaggio al sistema digitale terrestre nel 2012, l'azienda ha iniziato a investire in nuove attrezzature, più all'avanguardia, e in ristrutturazione e costruzione di nuovi studi. 
Oggi dispone di un nuovo edificio, che ospita il suo studio più grande, equipaggiato grazie alla cooperazione cinese. 
Ad aprile 2018 Télévision Togolaise ha iniziato a trasmettere in alta definizione.

## Programmi
La TVT offre programmi 24 ore su 24.
Le sue principali produzioni sono telegiornali (anche nella lingua dei segni), programmi di educazione civica, di prevenzione sanitaria e intrattenimento, telefilm, cartoni animati, documentari, programmi sportivi e talk show. La domenica mattina trasmette programmi a carattere religioso.

## Servizi

### Televisione
| Nome                 | Sede | Тipo        | Lancio | Lingua                 |
| -------------------- | ---- | ----------- | ------ | ---------------------- |
| Télévision Togolaise | Lomé | generalista | 1973   | francese, ewe e kabiyè |

## Ricezione

### Terrestre
Télévision Togolaise trasmette in standard DVB-T HD.

### Satellite[3]
| Satellite          | Astra 2F | Eutelsat 16A | Eutelsat 10B | SES 4   |
| Posizione orbitale | 28.2° E  | 16.0° E      | 10.0° E      | 22.0° W |
| Canali             | TVT      | TVT          | TVT          | TVT     |
| Frequenza          | 15525 V  | 15562 H      | 4039 R       | 11551 V |
| SR                 | 30000    | 30000        | 3333         | 45000   |
| FEC                | 5/6      | 2/3          | 3/4          | 3/4     |
| Modulazione        | QPSK     | 8PSK         | 8PSK         | QPSK    |

### Streaming
Télévision Togolaise in streaming